# Episodi di Special A
Lista degli episodi di Special A, anime tratto dall'omonimo manga di Maki Minami, trasmesso in Giappone su Chiba TV dal 6 aprile al 14 settembre 2008. In Italia è stato trasmesso su Rai 4, nel contenitore Anime Morning, dal 22 maggio al 30 ottobre 2011; è stato reso disponibile in streaming sul canale YouTube Yamato Animation dal 19 ottobre 2013 al 4 gennaio 2014.
Le sigle di apertura sono Special days per gli ep. 2-12, interpretata dalla doppiatrice giapponese di Hikari (Yūko Gotō) assieme a quelle di Akira e Megumi (Hitomi Nabatame e Ayahi Takagaki), e Gorgeous 4U per gli ep. 13-24, cantata dai doppiatori giapponesi di Kei, Tadashi, Jun e Ryuu (Jun Fukuyama, Hiro Shimono, Tsubasa Yonaga e Kazuma Horie). Quelle di chiusura sono Hidamari no Gate (陽だまりのゲート?) per gli ep. 1-12 e 24, dei doppiatori dei protagonisti maschili, e Special☆Gyutto Good luck! (スペシャル☆ギュッとＧｏｏｄ ｌｕｃｋ！?) per gli ep. 13-23, di quelle femminili.

## Lista episodi
| Nº | Titolo italiano Giapponese 「Kanji」 - Rōmaji - Traduzione letterale | In onda           | In onda           |
| Nº | Titolo italiano Giapponese 「Kanji」 - Rōmaji - Traduzione letterale | Giapponese        | Italiano          |
| 1  | Hikari e Kei 「光・彗」 - Hikari · Kei – "Hikari · Kei" | 6 aprile 2008     | 22 maggio 2011    |
| 1  | Hikari Hanazono è sempre stata perfetta, la prima in tutto quello che faceva, fino a quando all'età di sei anni mentre fa boxe con il padre incontra Kei Takishima, che riesce a batterla con estrema facilità. La ragazza, non essendo mai stata battuta prima d'ora, lo vede subito come un rivale e negli anni cerca di migliorarsi ulteriormente, finendo per iscriversi alla stessa scuola superiore di Kei e riuscendo ad entrare nella 'Special A' (S・A), una classe speciale formata dai primi sette studenti con i voti più alti in tutte le discipline; oltre a Hikari (2ª) e Kei (1º), ne fanno parte Akira Todo (6ª), Tadashi Karino (5º), Jun (3º) e Megumi (4ª) Yamamoto e Ryuu Tsuji (7º). Nonostante tutto, Hikari rimane sempre un gradino al di sotto di Kei e continua a sfidarlo in qualsiasi cosa per batterlo, ma ne esce perdente, con grande soddisfazione di lui che glielo fa pesare chiamandola "Numero Due". |                   |                   |
| 2  | L'incontro 「プライド・プロレス」 - Puraido · Puroresu – "Orgoglio · Lotta libera" | 13 aprile 2008    | 29 maggio 2011    |
| 2  | La S・A viene sfidata a una gara di lotta libera dal presidente del consiglio studentesco, Hajime Kakei. Hikari e Kei accettano volentieri, ma si trovano in difficoltà quando Hajime comincia ad utilizzare mosse scorrette per batterli. Kei inizia quindi a preoccuparsi per l'incolumità di Hikari senza considerare i sentimenti di lei. |                   |                   |
| 3  | Polpette e premure 「おにぎり・まごころ」 - Onigiri · Magokoro – "Onigiri · Devozione" | 20 aprile 2008    | 5 giugno 2011     |
| 3  | Hikari, dopo aver perso una scommessa con Kei, accetta di preparare un bentō per lui. Tuttavia, nonostante ci provi, tutti i tentativi di Hikari di cucinare qualcosa di buono si rivelano disastrosi. |                   |                   |
| 4  | Due fratelli e un'insegnante 「兄弟・先生」 - Kyōdai · Sensei – "Fratelli · Insegnante" | 27 aprile 2008    | 11 giugno 2011    |
| 4  | Kei invita Hikari a casa sua perché suo padre vuole parlare di lotta libera con qualcuno che se ne intenda. Inaspettatamente la ragazza diventa insegnante del fratello minore di Kei, Sui, con cui ha un rapporto piuttosto teso, e cerca di farli andare d'accordo. |                   |                   |
| 5  | Il festival della discordia 「祭り・勝負」 - Matsuri · Shōbu – "Festival · Competizione" | 4 maggio 2008     | 18 giugno 2011    |
| 5  | Il consiglio studentesco e la S・A si sfidano tra loro per vedere chi organizzerà l'imminente festival scolastico, ma Hikari e Kei finiscono per discutere. Hikari decide così di stare dalla parte del consiglio studentesco, seguita subito dopo da Akira. La sfida viene vinta da Kei che, come scoperto da Hikari, ha preparato tutto da solo. |                   |                   |
| 6  | Invito a casa Saiga 「招待状・雑賀邸」 - Shōtaijō · Saiga yakushi – "Invito · Villa Saiga" | 11 maggio 2008    | 25 giugno 2011    |
| 6  | A causa di un intervento di Sui, Hikari finisce per essere la partner di Kei alla festa di compleanno di Yahiro Saiga. Mentre si chiede che tipo di rapporto ci sia tra i due ragazzi, Hikari è sconvolta nel sentire proprio da Yahiro che Kei è innamorato di lei. |                   |                   |
| 7  | Sensibilità e ottusità 「敏感・鈍感」 - Binkan · Donkan – "Sensibilità · Ottusità" | 18 maggio 2008    | 2 luglio 2011     |
| 7  | Dopo aver sentito incredula che Kei è innamorato di lei, Hikari comincia a comportarsi in modo strano in sua presenza e si rifiuta di dare spiegazioni. Per decidere dove la S・A debba trascorrere le vacanze, Kei suggerisce una gara in cui sarà il vincitore a scegliere a patto che se vince lui, Hikari gli dovrà rivelare quello che Yahiro le ha detto l'altra sera alla festa. |                   |                   |
| 8  | Il gioco delle parti 「旅・犬」 - Tabi · Inu – "Viaggio · Cane" | 25 maggio 2008    | 9 luglio 2011     |
| 8  | La S・A sceglie le Hawaii come meta per le loro vacanze estive, ma finisce per dover accudire Chitose Saiga, il figlio viziato ed esigente di un cliente della famiglia di Ryuu, nonché fratello di Yahiro. Egli si dimostra particolarmente severo nei confronti di Hikari, la quale però è determinata a farlo divertire, persino impersonando il cane della sua famiglia. |                   |                   |
| 9  | L'esca 「別送・手紙」 - Bessō · Tegami – "Villa · Lettera" | 1º giugno 2008    | 16 luglio 2011    |
| 9  | Hikari raggiunge Yahiro e Chitose nella loro villa al fine di scoprire il motivo per cui il rapporto di Yahiro con Kei e Akira è così teso, ma finisce per diventare sua prigioniera in modo che Yahiro possa obbligare Akira a rivederlo. A fine episodio, Hikari dà un bacio sulla guancia a Kei, ringraziandolo per essersi preoccupato per lei. |                   |                   |
| 10 | Una sfida per Ryu 「殿・竜」 - Shingari · Ryū – "Ancora · Ryuu" | 8 giugno 2008     | 23 luglio 2011    |
| 10 | La serra in cui si riunisce la S・A viene messa a soqquadro e Hikari sembra avere un'idea su chi possa aver commesso l'atto. Quando si presenta faccia a faccia con il sospetto, questo sfida la S・A, a condizione che sia Ryuu a gareggiare. Vecchi ricordi e sentimenti riaffiorano nella mente di Ryuu, mentre Hikari impara qualcosa in più sui suoi amici. |                   |                   |
| 11 | Fidanzati 「彼女・彼氏」 - Kanojo · Kareshi – "Fidanzata · Fidanzato" | 15 giugno 2008    | 30 luglio 2011    |
| 11 | Quando Tadashi racconta una bugia a sua madre per evitare di partecipare a una sessione di incontri (miai), chiede a Hikari di fingere di essere la sua fidanzata nella speranza di ingannare sua madre, la preside dell'Istituto Hakusenkan. |                   |                   |
| 12 | Febbre e passione 「高熱・情熱」 - Kōnetsu · Jōnetsu – "Febbre alta · Passione" | 22 giugno 2008    | 6 agosto 2011     |
| 12 | Dopo aver sentito parlare dell'appuntamento di Hikari con Tadashi, Kei arriva da Shanghai con l'intenzione di far trascorrere alla ragazza la giornata insieme a lui, come stabilito precedentemente in una sfida. Tuttavia, Kei si prende la febbre e Hikari si prende cura di lui. I due ragazzi riflettono sui loro sentimenti reciproci. |                   |                   |
| 13 | Amici e magie 「魔法・友達」 - Mahō · Tomodachi – "Magia · Amici" | 29 giugno 2008    | 13 agosto 2011    |
| 13 | La S・A è costretta a trascorrere tre giorni separati nelle classi ordinarie, come punizione per il tentativo di Tadashi di ingannare sua madre. Tuttavia, l'esperienza diventa difficile per Akira quando incontra una ragazza che somiglia a un'amica di infanzia la cui amicizia con lei è finita male. |                   |                   |
| 14 | Ti proteggerò 「守りたい・ごめんね」 - Mamoritai · Gomenne – "Proteggendo · Scusandosi" | 6 luglio 2008     | 20 agosto 2011    |
| 14 | La determinazione di Akira nel proteggere la sua nuova amica Yui da Yahiro finisce invece per allontanarla. Comunque sia, il tentativo di Yahiro di separare Akira da Yui è stato fatto con buone intenzioni, che però lei non potrà mai capire. |                   |                   |
| 15 | Primo appuntamento 「仁義・上等」 - Jingi · Jōtō – "Codice morale · Eccellenza" | 13 luglio 2008    | 27 agosto 2011    |
| 15 | Hikari deve uscire con Kei domenica, come promesso quando il ragazzo era convalescente. Tuttavia il loro appuntamento viene presto interrotto da Sakura Ushikubo, la futura promessa sposa di Kei assolutamente non interessata a lui perché non è il tipo di ragazzo che piace a lei. Questa stringe subito amicizia con Hikari e la porta via con sé. Quando, però, Sakura le chiede di aiutarla a scoprire di più sul conto di Kei, Hikari comincia a provare alcuni sentimenti inspiegabili verso il ragazzo. |                   |                   |
| 16 | Corteggiamento 「好き・キス」 - Suki · Kisu – "Amore · Bacio" | 20 luglio 2008    | 3 settembre 2011  |
| 16 | La S・A viene invitata a un barbecue da Sakura, ma scoprono successivamente che è stato tutto un piano della ragazza per poter trascorrere del tempo con Jun, di cui si è innamorata. Mentre Sakura fa tutto il possibile per ottenere un bacio da lui, un Jun meno che entusiasta è costretto a rivelare un segreto che ha tenuto nascosto alla maggior parte dei suoi amici. |                   |                   |
| 17 | Turbamenti 「遠慮・笑顔」 - Enryo · Egao – "Repressione · Sorriso" | 27 luglio 2008    | 10 settembre 2011 |
| 17 | La S・A è invitata a prendere parte al festival dell'Accademia Kokusen da Sakura e Yahiro. Quest'ultimo tenta di rivelare ad Akira quanto lui ci tenga a lei, ma decide di andarle contro una volta resosi conto che la ragazza prova, invece, dei sentimenti per Tadashi. |                   |                   |
| 18 | Akira e Tadashi 「東堂・狩野」 - Tōdō · Karino – "Todo · Karino" | 3 agosto 2008     | 18 settembre 2011 |
| 18 | Irritata poiché Tadashi non sembra preoccuparsi affatto di lei, Akira va a una festa in cui incontrare nuove persone insieme a Sakura. Successivamente Tadashi le chiede scusa, ma Akira se la prende con se stessa per aver causato solo guai. Yahiro aiuta Tadashi a trovare un modo per confortarla, ed è allora che il ragazzo decide di portare Akira a vedere lo stesso panorama di quando erano bambini. |                   |                   |
| 19 | Un cuore gentile 「歌声・悪者」 - Utagoe · Warumono – "Canto · Cattiva persona" | 10 agosto 2008    | 25 settembre 2011 |
| 19 | Megumi chiede a Yahiro un appuntamento, affermando di essersi presa una cotta per lui, ma il ragazzo sospetta ci sia qualcosa di più dietro il suo gesto e le dice che crederà alle sue parole solamente dopo aver fatto tutto quello che dice lui: durante l'intera giornata Yahiro si dimostra di proposito insensibile e irritante, sconvolgendo la povera Megumi. Nonostante questo, Megumi, che da sempre comunica attraverso un quaderno degli appunti anziché parlare, viene aiutata proprio da Yahiro a controllare meglio la sua voce, e capisce di provare qualcosa di più per lui. Nel frattempo, Hikari si prende il raffreddore e il resto della S・A va a trovarla a casa. Quando i genitori lasciano i suoi amici a prendersi cura di lei, questi ultimi se la devono vedere con una Hikari febbricitante che comincia a comportarsi in modo incontrollato.                                                                |                   |                   |
| 20 | Switch 「スイッチ・崖っぷち」 - Suicchi · Gakeppuchi – "Cambio · Al limite" | 17 agosto 2008    | 2 ottobre 2011    |
| 20 | Hikari, Kei e Jun partecipano alla cerimonia d'apertura di un nuovo parco sportivo, dove incontrano anche Sakura. Jun evita continuamente Sakura, la quale gli sta appresso nella speranza di scoprire i sentimenti che prova per lei, mentre Kei e Hikari devono fare i conti con le decine di ragazze che l'alter ego di Jun continua ad attrarre. |                   |                   |
| 21 | Distanze 「敵う・叶う」 - Kanau · Kanau – "Avversari · Avverarsi" | 24 agosto 2008    | 9 ottobre 2011    |
| 21 | Hikari fa la conoscenza di Aoi Ogata, un membro del Takishima Group che tiene molto a Kei ed è disposto a tutto per lui. Quando Aoi afferma che per Kei sarebbe meglio andare a studiare a Londra, Hikari deve dimostrare di essere una degna rivale per Kei. Tuttavia, quest'incontro con Aoi induce Hikari a pensare ai suoi veri sentimenti per Kei. |                   |                   |
| 22 | Sentimenti 「恋・変」 - Koi · Hen – "Amore · Strano" | 31 agosto 2008    | 16 ottobre 2011   |
| 22 | Hikari si sforza di capire i suoi sentimenti per Kei e si trova sempre più a disagio attorno a lui. Dopo aver trascorso la giornata insieme al ragazzo, si rende conto che lo ama e prova a dichiararsi, ma non ci riesce. Intanto, Aoi ha un incontro con la preside della Hakusenkan, alla quale non rimane altra scelta se non quella di chiudere la serra in cui si riunisce la S・A per ragioni sconosciute. |                   |                   |
| 23 | Un duro colpo 「ＳＡ・ＦＡ」 - SA · FA – "SA · FA" | 7 settembre 2008  | 23 ottobre 2011   |
| 23 | Per costringere Kei ad andare a studiare a Londra, Aoi fa sciogliere la S・A. Kei propone dunque una sfida a Hikari in cui, se sarà lei a vincere, riporterà le cose come stavano. Tuttavia, Hikari capisce troppo tardi il gesto di Kei, ovvero ristabilire la S・A, ma senza di lui che ha già preso l'aereo per Londra. |                   |                   |
| 24 | Hikari Hanazono e Kei Takishima 「華園 光・滝島 彗」 - Hanazono Hikari · Takishima Kei – "Hikari Hanazono · Kei Takishima" | 14 settembre 2008 | 30 ottobre 2011   |
| 24 | Hikari e il resto della S・A partono verso Londra per riportare il loro amico a casa con loro, Kei si rassegna all'idea di non rivedere più Hikari e gli altri. Il gruppo, compresi Yahiro e Sakura, supera vari ostacoli per poterlo raggiungere. Quando Hikari incontra finalmente Kei, chiudono ufficialmente la sfida con la sconfitta, però, di lei. Subito dopo, i due dichiarano i loro veri sentimenti l'un l'altra e si baciano davanti al Big Ben. Una volta rientrati a casa, Kei e il resto della S・A tornano a scuola e insieme riaprono la serra. |                   |                   |